# The Heart of Everything
The Heart of Everything (engl. Das Herz des Ganzen) ist das vierte Musikalbum der niederländischen Band Within Temptation. Es wurde im März 2007 durch Roadrunner Records in Europa veröffentlicht.

## Entstehung und Stil
Das Album wurde zwischen 2005 und 2006 mit Daniel Gibson aufgenommen, der auch schon für den Vorgänger The Silent Force verantwortlich zeichnete. Die Texte stammen von Sängerin Sharon den Adel und Gitarrist Robert Westerholt. Stilistisch sind einige Stücke an Evanescence und Lacuna Coil angelehnt, Keyboards sind dominant. An anderen Stellen, etwa bei der Ballade Frozen, sind Symphonic-Metal-Elemente im Vordergrund. What Have You Done ist ein Duett Adels mit Mina Caputo (damals Keith Caputo, von Life of Agony). Das Titelstück ist vom Film Braveheart inspiriert.

## Rezeption
In Deutschland erreichte das Album Platz fünf der Charts. Jan Jaedike sah im Rock Hard „Hollands Kitsch-Metal-Flaggschiff“ „wieder auf Kurs“. Er hob Stücke wie Our Solemn Hour und The Cross hervor und vergab acht von zehn Punkten. Greg Prato von der Webseite Allmusic.com lobte insbesondere das Titelstück und vergab 3,5 von fünf Sternen.

## Titelliste
1. The Howling – 5:34
2. What Have You Done – 5:13
3. Frozen – 4:29
4. Our Solemn Hour – 4:17
5. The Heart of Everything – 5:35
6. Hand of Sorrow – 5:36
7. The Cross – 4:52
8. Final Destination – 4:43
9. All I Need – 4:51
10. The Truth Beneath the Rose – 7:06
11. Forgiven – 4:52
12. What Have You Done (Rock Remix) – 3:54